# كاسبر كولين
كاسبر كولين (بالسويدية: Kasper Collin)‏ هو منتج أفلام وكاتب سيناريو ومخرج ومخرج سويدي، ولد في 16 نوفمبر 1972 في غوتنبرغ في السويد.

## وصلات خارجية
- الموقع الرسمي
- كاسبر كولين على موقع IMDb (الإنجليزية)
- كاسبر كولين على موقع قاعدة بيانات الفيلم (الإنجليزية)